# Emails I Can't Send
Albums de Sabrina Carpenter
Singular: Act II
(2019) Short n' Sweet
(2024)
Singles
1. Skinny Dipping
Sortie : 9 septembre 2022
2. Fast Times
Sortie : 18 février 2022
3. Vicious
Sortie : 1er juillet 2022
4. Because I Liked a Boy
Sortie : 15 juillet 2022
5. Nonsense
Sortie : 14 novembre 2022

Emails I Can't Send est le cinquième album de studio de la chanteuse américaine Sabrina Carpenter. Il est sorti le 15 juillet 2022 chez Island Records. C'est le premier album de la chanteuse dans son nouveau label, après quatre albums sortis chez Hollywood Records.

## Listes des pistes
| Emails I Can't Send – édition standard | Emails I Can't Send – édition standard | Emails I Can't Send – édition standard | Emails I Can't Send – édition standard | Emails I Can't Send – édition standard | Emails I Can't Send – édition standard | Emails I Can't Send – édition standard | Emails I Can't Send – édition standard | Emails I Can't Send – édition standard | Emails I Can't Send – édition standard |
| No                                     | Titre                                  | Musique                                | Auteur                                 | Producteur(s)                          | Durée                                  |                                        |                                        |                                        |                                        |
| -------------------------------------- | -------------------------------------- | -------------------------------------- | -------------------------------------- | -------------------------------------- | -------------------------------------- | -------------------------------------- | -------------------------------------- | -------------------------------------- | -------------------------------------- |
| 1.                                     | Emails I Can't Send                    | - Julia Michaels - JP Saxe             | Sabrina Carpenter                      | Leroy Clampitt                         | 1:44                                   |                                        |                                        |                                        |                                        |
| 2.                                     | Vicious                                | Jason Evigan                           | - Carpenter - Amy Allen                | Evigan                                 | 2:29                                   |                                        |                                        |                                        |                                        |
| 3.                                     | Read Your Mind                         | Clampitt                               | - Carpenter - Skyler Stonestreet       | Clampitt                               | 3:27                                   |                                        |                                        |                                        |                                        |
| 4.                                     | Tornado Warnings                       | - Saxe - Jorgen Odegard                | - Carpenter - Michaels                 | Odegard                                | 3:24                                   |                                        |                                        |                                        |                                        |
| 5.                                     | Because I Liked a Boy                  | - John Ryan - Michaels - Saxe          | - Carpenter - Michaels                 | Ryan                                   | 3:16                                   |                                        |                                        |                                        |                                        |
| 6.                                     | Already Over                           | - Ryan - Michaels - Saxe               | - Carpenter - Michaels                 | Ryan                                   | 2:50                                   |                                        |                                        |                                        |                                        |
| 7.                                     | How Many Things                        | - Saxe - Ryan Marrone                  | Carpenter                              | Marrone                                | 4:03                                   |                                        |                                        |                                        |                                        |
| 8.                                     | Bet U Wanna                            | - Julian Bunetta - Clampitt            | - Carpenter - Steph Jones              | - Bunetta - Clampitt                   | 3:11                                   |                                        |                                        |                                        |                                        |
| 9.                                     | Nonsense                               | - Bunetta                              | - Carpenter - Jones                    | Bunetta                                | 2:43                                   |                                        |                                        |                                        |                                        |
| 10.                                    | Fast Times                             | - Ryan - Michaels - Saxe               | - Carpenter - Michaels                 | Ryan                                   | 2:54                                   |                                        |                                        |                                        |                                        |
| 11.                                    | Skinny Dipping                         | - Clampitt - Michaels - Saxe           | - Carpenter - Michaels                 | Clampitt                               | 2:57                                   |                                        |                                        |                                        |                                        |
| 12.                                    | Bad for Business                       | - Clampitt - Jones                     | - Carpenter - Steph Jones              | Clampitt                               | 3:08                                   |                                        |                                        |                                        |                                        |
| 13.                                    | Decode                                 | - Ryan - Michaels - Saxe               | - Carpenter - Michaels                 | Ryan                                   | 3:08                                   |                                        |                                        |                                        |                                        |
| 39:14                                  |                                        |                                        |                                        |                                        |                                        |                                        |                                        |                                        |                                        |

## Certifications
| Pays              | Certification | Unités certifiées |
| ----------------- | ------------- | ----------------- |
| États-Unis (RIAA) | Platine       | 1 000 000         |